# 鬼頭明里のsmiley pop
『鬼頭明里のsmiley pop』（きとうあかりのスマイリーポップ）は、2019年7月3日から2023年9月27日まで文化放送・超!A&G+にて配信されていたインターネットラジオ番組。パーソナリティは声優の鬼頭明里。
番組内容は、鬼頭がリスナーの心に「明るい笑顔」を届けていくといったものである。

## 配信時間
- 超!A&G+
  - 本配信：水曜日 19:30 - 20:00（2019年7月3日 - 2023年9月27日）
  - リピート放送：木曜日  7:30 - 8:00（2019年7月4日 - 2023年3月30日）
- ニコニコ動画
  - 水曜日 20:00 更新（1週間無料配信。それ以降は有料会員限定）
  - アフタートークがセカンドショットちゃんねるの有料会員限定で公開されている。

## 主なコーナー
smiley voice
「言われたら笑顔になるわ〜」というセリフをリスナーの耳元でコソコソと言っていく。
みちくさしてみました
道草をしてどんな事やどんな物があったのかをメールで募集する。
わたしとイタバナ
「つい好きすぎてやってしまい、痛い話」を募集する。
あかりと○○
鬼頭と相性バッチリだと思う者や動き等を募集し、実際に検証していく。
あかりのストライカー
お題に対して、鬼頭が「これがナンバーワンだ!」と思う答えを募集する。
思い出タイムトラベル
テーマに沿った思い出を募集する。
Smiley Story
実際に言われて笑顔になった言葉や体験した笑顔になった出来事を募集し、それを元にラジオドラマ化して鬼頭が演じる。
叫べ!大声で!
リスナーが大声で叫びたいことを鬼頭が叫ぶ。